# Чжао Куан'ї
Чжао Куан'ї (спрощ.: 赵匡义; кит. трад.: 趙匡義; піньїнь: Zhào Kuāngyì), храмове ім'я Тайцзун (кит.: 太宗; піньїнь: Taizong; 20 листопада 939 —8 травня 997) — другий імператор династії Сун.
Достеменно не відомо, чому саме Чжао Куан'ї став наступником свого брата на престолі, а не дорослі сини Чжао Куан'їня. Відповідно до офіційних джерел його право на спадкування престолу було схвалено Чжао Куан'їнем на смертному ложі їхньої матері, яка зажадала цього від імператора. Як повідомлялося, вона запитала імператора: «Чи знаєш ти, чому прийшов до влади? Це трапилося тому, що Пізня Чжоу мала семирічного імператора!» Так звана «Золота обіцянка цельфу» (金匱誓書) була зафіксована і запечатана секретарем Чжао Пу та знову була розкрита після сходження Чжао Куан'ї на престол, щоб довести його законність.
Популярна історія, яка датується щонайменше XI століттям, припускає, що Чжао Куан'ї убив свого брата, аби зайняти трон. Сучасні історики не змогли знайти жодних конкретних доказів, які б свідчили про вбивство; проте вони визнають, що «Золота обіцянка цельфу» була обманом, сфабрикованим імператором Тайцзуном та Чжао Пу.
Від 961 року Чжао Куан'ї був керівником столиці, міста Кайфен, де він поступово консолідував владу. Він був єдиним живим принцом під час правління імператора Тайцзу (в якості принца Цзінь) і розміщувався над усіма великими радниками у звичних аудієнціях.
За перших три роки свого правління він підкорив цін'юаньського воєначальника Чень Хунцзіня та правителя Уюе Цянь Чу, зробивши їх своїми васалами, та легко завоював Північну Хань, таким чином об'єднавши Китай вперше за 72 роки. Однак наступні міжусобні війни, спрямовані на відвоювання колишніх територій династії Тан у династії Ляо на півночі та династії ранніх Ле на південному заході виявилися провальними: після поразок у битві на річці Гаолянь та битві при Бах-Дані, Шістнадцять округів і Північний В'єтнам залишались поза китайським контролем до започаткування династії Мін у XIV столітті.
Імператора Тайцзуна вважають працелюбним і далекоглядним правителем. Він приділяв значну увагу добробуту свого народу і привів імперію Сун до процвітаня. Він прийняв політику централізації Пізньої Чжоу, що включала збільшення сільськогосподарського виробництва, розширення імперської екзаменаційної системи, накопичення енциклопедій, розширення державної служби та подальше обмеження повноважень цзєдуши.

## Життєпис

### Ранні роки
Чжао Куан'ї народився в Кайфені 939 року. Після того, як його брат, імператор Тайцзу зайняв трон, він отримав пост префекта столиці. За правління свого брата мав титул принца Цзінь.
961 року під впливом своєї матері імператор Тайцзу оголосив свого брата спадкоємцем трону. Разом з тим прихід Чжао Куан'ї до влади не був безболісним. На момент смерті Чжао Куан'їня старшому синові останнього, Чжао Дечжао, було 25 років і він міг претендувати на трон. Зрештою, 976 року, Чжао Куан'ї зміг стати імператором, узявши храмове ім'я Тайцзун.

### Володарювання
977 року новий імператор повернув із заслання свого родича Чжао Пу, зробивши того канцлером. 979 року організував похід проти Північної Хань, того ж року почалась кампанія проти киданів, під час якої Чжао Куан'ї зазнав поранення. Коли чутки про смерть імператора сягнули столиці, деякі аристократи запропонували Чжао Дечжао, сину Чжао Куан'їня, зійти на престол. Повернувшись з походу, Чжао Куан'ї наказав Чжао Дечжао здійснити самогубство. 981 року був отруєний інший син Чжао Куан'їня — Чжао Дефан.
У зовнішній політиці імператор Тайцзун перейшов від політики захоплень до оборони від киданів. Найбільш загрозу становила династія Ляо. Після 979 року він значну увагу почав приділяти централізації влади всередині країни.
У 980—981 роках війська Сун спробували підкорити В'єтнам, однак зазнали цілковитої поразки.
Протягом того часу Чжао Юаньцуо, найстарший син Чжао Куан'ї, збожеволів після смерті свого дядька Чжао Тінмея, а також через те, що його не запросили на дводенне свято, в результаті Чжао Юаньцуо спалив палац. Після того імператор понизив Юаньцуо до статусу простолюдина та вислав його зі столиці. Втім Чжао Куан'ї змінив своє рішення під тиском придворних чиновників. Троє чиновників, які взяли на себе відповідальність за Юаньцуо, прохали Тайцзуна покарати їх, на що імператор відповів: «Навіть я не зміг врозумити його. Як ви могли його врозумити?»
983 року почалась практика навчання імператорських принців чиновниками. Одним з відомих випадків був син імператора Чжао Юаньцзе та його вихователь Яо Тан (935—1003), який постійно лаяв молодого принца за те, що він бездіяльний і ледачий, тим самим ображаючи принца. Яо спробував поскаржитись Тайцзуну на що той відповів: «Юаньцзе є грамотним і любить вчитись, а цього має бути достатньо, щоб зробити його гідним принцом. Якщо він не може опанувати науку, то необхідно старатись краще вчити. Але як йому допоможе наклеп без поважних причин?» Однак Юаньцзе під тиском з боку друзів прикидався хворим і почав нехтувати своїми обов'язками. Занепокоєний Тайцзун щодня перевіряв прогрес принца. Він викликав годувальницю Юаньцзе після того, яка сказала, що «принц по суті не є хворим, просто коли Яо Тан перевіряє його, він не може виявити свої здібності, тому хворіє». Це розлютило імператора Тайцзуна і він наказав побити годувальницю палицями.
986 року Чжао Куан'ї під впливом радників ще раз вирішив приборкати Ляо. Він розраховував, що після смерті могутнього Єлюй Сяня, країна послабшала, бо нею керував малолітній Єлюй Лунсюй. Три армії Сун рушили на північ, маючи на меті з'єднатись біля Янцзіня. Втім внаслідок неузгодженості дій військовики киданів почергово розбили Східну та Західну армії Сун. Після тієї невдачі Тайцзун наказав відступати до кордонів імперії, а залишкам армії перейти до оборони. 988 року Сун лише захищала межі імперії від атак військ Ляо.
У подальшому Тайцзун зосередився на зменшенні впливу знаті, встановленні паритету присутності чиновників як із північних, так і з південних префектур. Він спирався на представника старої бюрократії Люй Дуаня. Водночас імператор був ініціатором низки будівельних робіт, створення захисних фортець на північному кордоні. Це вимагало чималих коштів, підвищувались податки, становище простолюдинів, а особливо селян, погіршувалось. 993 року спалахнуло велике повстання в сучасній провінції Сичуань. Лише 996 року його вдалось придушити.
Чжао Куан'ї був поціновувачем літератури, поезії, каліграфії, сприяв розвитку мистецтв. Імператор багато зробив для культурного відродження країни. 978 року з його ініціативи було створено Імператорську бібліотеку, що містила 80 тисяч рукописів.
Помер Чжао Куан'ї 8 травня 997 року в Кайфені через виразку шлунку. Трон успадкував його син Чжао Хен.

## Військові кампанії

### Завоювання Північної Хань
Імператор Тайцзун особисто очолив кампанію проти Північної Хань 979 року й віддав наказ затопити ворожі міста, випустивши на них води річки Фен. Правитель Північної Хань Лю Цзиюань був змушений здатись. Таким чином завершився період п'яти династій і десяти держав.

### Перша кампанія проти династії Ляо
Захопивши Північну Хань, того ж року Чжао Куан'ї скористався моментом і розпочав ще одну військову кампанію проти киданьської династії Ляо. В травні 979 року імператор з легкістю захопив префектури Чжоу та І. Після того успіху він узяв в облогу Янцзінь (сучасний Пекін). Однак та облога провалилась завдяки зусиллям генерала Єлюй Сюегу.
В той же час прибули підкріплення на чолі з Єлюй Сіє. Імператор Тайцзун віддав наказ своїй армії атакувати ті підкріплення. Від самого початку він отримував повідомлення про те, що армія Ляо зазнавала важких втрат. Він віддав наказ про загальний наступ, оскільки вважав, що весь бій був під його контролем. Саме тоді армії Єлюй Сіє та Єлюй Сяжена завдали контратаки з двох сторін. Єлюй Сіє зосередився на нападі на головний табір імператора Тайцзуна. Останнього довелось евакуйовувати з поля битви. Під час евакуації армія Сун була розділена та знищена кавалерією Ляо.
Під час тих подій Чжао Куан'ї зазнав поранення стрілою й не міг їхати верхи, тому був змушений пересуватись у візку до префектури Дін. Після того імператор Тайцзун наказав відступати. Армія Сун залишилась без командира. У війську вважали, що найстарший син Чжао Куан'їня Чжао Дечжао стане новим імператором. Підозри імператора Тайцзуна зросли, коли він почув це, тому він наказав Чжао Дечжао здійснити самогубство.
Битва на річці Гаолянь була важливою, оскільки вона була одним з основних факторів, що вплинув на прийняття рішення імператором щодо оборонної стратегії династії Сун. То було першою серйозною поразкою армії Сун. Після битви Чжао Куан'ї зосередився на розвитку та зміцненні своїх збройних сил. Він ігнорував поради своїх підданих і вважав державні справи менш важливими. Він також обмежив владу і контроль, щоїх мала імператорська родина й чиновники над армією.

### Друга кампанія проти династії Ляо
982 року після смерті імператора Єлюй Сяня, престол династії Ляо зайняв 10-річний Єлюй Лунсюй. Регенткою стала вдова-імператриця Сяо. 986 року за порадами своїх підданих імператор Тайцзун вирішив розпочати другу кампанію проти Ляо.
Чжао Куан'ї особистої участі в тій кампанії не брав, він залишився в Кайфені й відрядив проти Ляо три загони: Східний, Західний і Центральний. Східну армію очолював Цао Бін, центральну — Тянь Чжуг Цзінь, західну — Пан Мей і Ян Ї. Всі три армії атакували Янцзінь з трьох сторін і захопили його.
Війська Сун спочатку здобули кілька перемог, однак згодом загони почали зазнавати поразок, оскільки вони діяли розрізнено й не мали узгодженості в діях. Цао Бін ризикнув, атакуючи без підтримки двох інших армій. Йому вдалось захопити область Чжао, втім відсутність продовольчих ресурсів змусила його відступити. Після цього Східна армія знову напала на область Чжао. Проте, того разу вдова-імператриця Сяо та Єлюй Сіє відрядили туди підкріплення. Східна армія зазнала нищівної поразки та майже повністю була знищена.
Чжао Куан'ї усвідомлював, що поразка східної армії вплине на всю кампанію, тому наказав відступити. Він наказав Східній армії повернутись, Центральній — охороняти область Дін, а Західній — охороняти чотири області біля кордону. Після розгрому Східної армії, армія Ляо на чолі з Єлюй Сіє здійснила напад на неї під час відступу. Західна армія на чолі зустріла армію під проводом Єлюй Сяженя в області Дай і зазнала чергової поразки. Два командири Західної армії почали сперечатися щодо відступу: Ян Ї запропонував відступити, оскільки Східна й Центральна армії вже втратили свою перевагу, втім інші генерали, що були на стороні Пан Мей почали сумніватись у відданості Ян Ї до Сун, оскільки він перебував на службі в Північної Хань. Зрештою загони на чолі з Ян Ї потрапили в засідку. Пан Мей мав був прибути з підкріпленням, однак він цього не зробив.
Імператор Тайцзун наказав здійснити черговий відступ після поразки армії Сун, завданої Єлюй Сіє та Єлюй Сяжень. Окрім неузгодженості дій між трьома арміями, поразка пояснювалась ще й тим, що імператор обмежував своїх генералів у прийнятті рішень, оскільки він планував всю кампанію проти Ляо, а його генерали повинні були чітко дотримуватись його наказів. Ті невдачі призвели до внутрішніх повстань, що були швидко придушені.
988 року армія Ляо на чолі з вдовою-імператрицею Сяо атакувала кордони Сун. Тайцзун віддав наказ не контратакувати, а лише тримати оборону.

## Девізи правління
- Тайпін Сінґуо (太平興國) 976—984
- Юнсі (雍熙) 984—988
- Дуанґун (端拱) 988—989
- Чуньхуа (淳化) 990—994
- Чжідао (至道) 995—997